# 7058 Al-Ṭūsī
A 7058 Al-Ṭūsī (ideiglenes jelöléssel (7058) 1990 SN1) a Naprendszer kisbolygóövében található aszteroida. Henry E. Holt fedezte fel 1990. szeptember 16-án.